# Papas chorreadas
Papas chorreadas o papas chorriadas, son un plato típico originario del centro de Colombia, principalmente los departamentos de Cundinamarca y Boyacá que se puede hacer de varias formas y con distintos ingredientes.

## Ingredientes
Se compone de los siguientes ingredientes, entre otros:
- 2 libras de papa sabanera.
- 6 cebollas largas desflecadas y cortadas en trozos.
- 4 tomates grandes pelados y picados.
- 2 cucharadas de margarina.
- 2 cucharadas de fécula de maíz.
- 1 taza pequeña de crema de leche.
- 1 cucharada de cilantro finalmente picado.
- 1 pizca de azafrán.
- 1 taza de queso rallado.

## Elaboración
- Paso 1:   Lavar bien la papa y poner a hervir en agua con sal durante 20 a 25 minutos. Retirar y esperar hasta que estén tibias para pelar.
- Paso 2:  En la margarina se deja sofreír la cebolla hasta que tome aspecto transparente, incorporar el tomate picado y el azafrán (color rojo), dejar cocer por espacio de dos a tres minutos. Incorporar un pocillo de agua y dejar hervir, agregar las dos cucharadas de fécula de maíz y revolver continuamente hasta que la mezcla espese, aproximadamente durante 10 minutos a fuego lento. Servir la papa bañada con la salsa y cilantro picado, se puede agregar queso rallado, según la preferencia.